# Doboj
Doboj (în sârbă Добој; pronunțat [dôboj]) este un oraș și o comună din Republika Srpska, o entitate din statul modern Bosnia și Herțegovina. Comuna se află pe malul râului Bosna, în regiunea nordică a Republicii Srpska. Conform datelor recensământului final din 2013, 24.349 de persoane au fost înregistrate în orașul Doboj și 68.514 de persoane în zona administrativă a orașului (în comună).
Doboj este cel mai mare nod feroviar național, iar baza operațională a Companiei Căilor Ferate din Bosnia și Herțegovina se află în Doboj. Este una dintre cele mai vechi așezări din țară și cel mai important centru urban din nordul Republicii Srpska.

## Geografie
Înainte de războiul din Bosnia, comuna cu același nume avea o suprafață mai mare. Cea mai mare parte a comunei de dinainte de război face parte din Republica Srpska, inclusiv orașul în sine, (Regiunea Doboj). Zonele rurale sudice fac parte din cantonul Zenica-Doboj din Federația Bosniei și Herțegovinei, iar partea rurală estică a comunei face parte din cantonul Tuzla, tot din Federația Bosniei și Herțegovinei. Părțile din comuna Doboj de dinainte de război, care se află în Federația Bosniei și Herțegovinei, sunt comunele Doboj Sud (Doboj Jug) și Doboj Est (Doboj Istok) și Usora. Suburbiile nordice ale Dobojului se extind în câmpiile Panoniei și marchează efectiv vârful sudic al acestei mari câmpii din Europa Centrală. Suburbiile sudice (Doboj Sud) și estice (Doboj Est) sunt răspândite pe dealurile blânde care se extind către zonele mai înalte, de munte, din Bosnia Centrală (Muntele Ozren în sud-est, Muntele Krnjin în vest).
Doboj are o poziție geografică extrem de favorabilă, fiind situat în câmpia aluvială la 146 m deasupra nivelului mării, pe malul stâng al râului Bosna, adică între gurile râurilor Usora și Spreča din Bosnia. Condițiile climatice predominante în aceste zone sunt cele continental temperate ale Panoniei, ceea ce înseamnă că verii sunt calde, iar iernile sunt reci, cu o temperatură medie anuală de 10° C. Precipitațiile sunt cele mai intense în lunile mai-iunie, atunci când acestea sunt foarte necesare culturilor agricole. Precipitațiile medii sunt de 1.000 - 1.100 mm/m².

## Istorie

### Cele mai vechi timpuri
Doboj a fost locuit continuu încă din epoca neoliticului. Fragmente de ceramică și artă decorativă au fost găsite în mai multe localități, cel mai cunoscut sit este cel de la Makljenovac, la sud de oraș, la confluența râurilor Usora și Bosna. Descoperiri arheologice din epoca paleoliticului au fost găsite în peștera din suburbia Vila.
Tribul iliric Desitijati s-a stabilit în această regiune încă din secolul al XII-lea î.Hr. Tribul a fost unul dintre cele mai mari și mai importante triburi ilirice care au locuit pe teritoriul Bosniei și Herțegovinei moderne, împărțind granițele lor nordice cu Breucii, un alt trib important. Desitijatii și Breucii au început Marea Revoltă Ilirică (6-9 d.Hr.), o răscoală răspândită cunoscută sub numele de Bellum Batonianum în sursele romane. După ce sângeroasa răscoală a fost înfrântă, legiuni romane s-au instalat în zonă și au construit marea tabără militară (Castrum) și așezare civilă (Canabea) de la Makljenovac. Aceste structuri au fost construite cel mai probabil în perioada timpurie a dinastiei Flaviilor, în timpul guvernării împăratului Vespasian.
Tabăra militară era mare și avea forma unui dreptunghi aproape perfect, cu turnuri mari la fiecare colț și poarta principală în mijlocul zidului central și servea drept cea mai importantă apărare de pe vechiul drum roman de la Bosanski Brod la Sarajevo, demarcând granițele sau provinciile romane Dalmația și Panonia. Și-a îndeplinit rolul timp de câteva secole cu dovada unor cohorte belgiene și spaniole staționate acolo în secolul al II-lea și al III-lea d.Hr. Canabea conținea coloniști romani, cu dovezi despre o baie mare cu hipocaust (încălzire centrală) și o casă de concubine pentru soldații staționați în Castrumul din apropiere. O mare vila rustica se afla în suburbia Doboj de astăzi, denumită în mod sugestiv Vila. În aceste locuri s-au găsit obiecte foarte fine de aplicații religioase și practice, inclusiv figurine ale zeului Marte și fragmente din ceramică africană Terra sigillata. Când triburile slavilor de sud de sârbi și croați au migrat în această zonă în secolul al șaselea și al șaptelea d.Hr., s-au așezat inițial pe ruinele așezării romane anterioare și au locuit acolo continuu până la începutul secolului al XIII-lea, moment în care au folosit pietre și materiale de construcție din vechiul Castrum roman pentru a construi fundația de piatră a fortăreței Gradina, la câțiva kilometri nord, în orașul vechi de astăzi al Dobojului. Numai zidurile fostei tabere militare și ale așezării civile sunt vizibile și astăzi.

### Evul Mediu

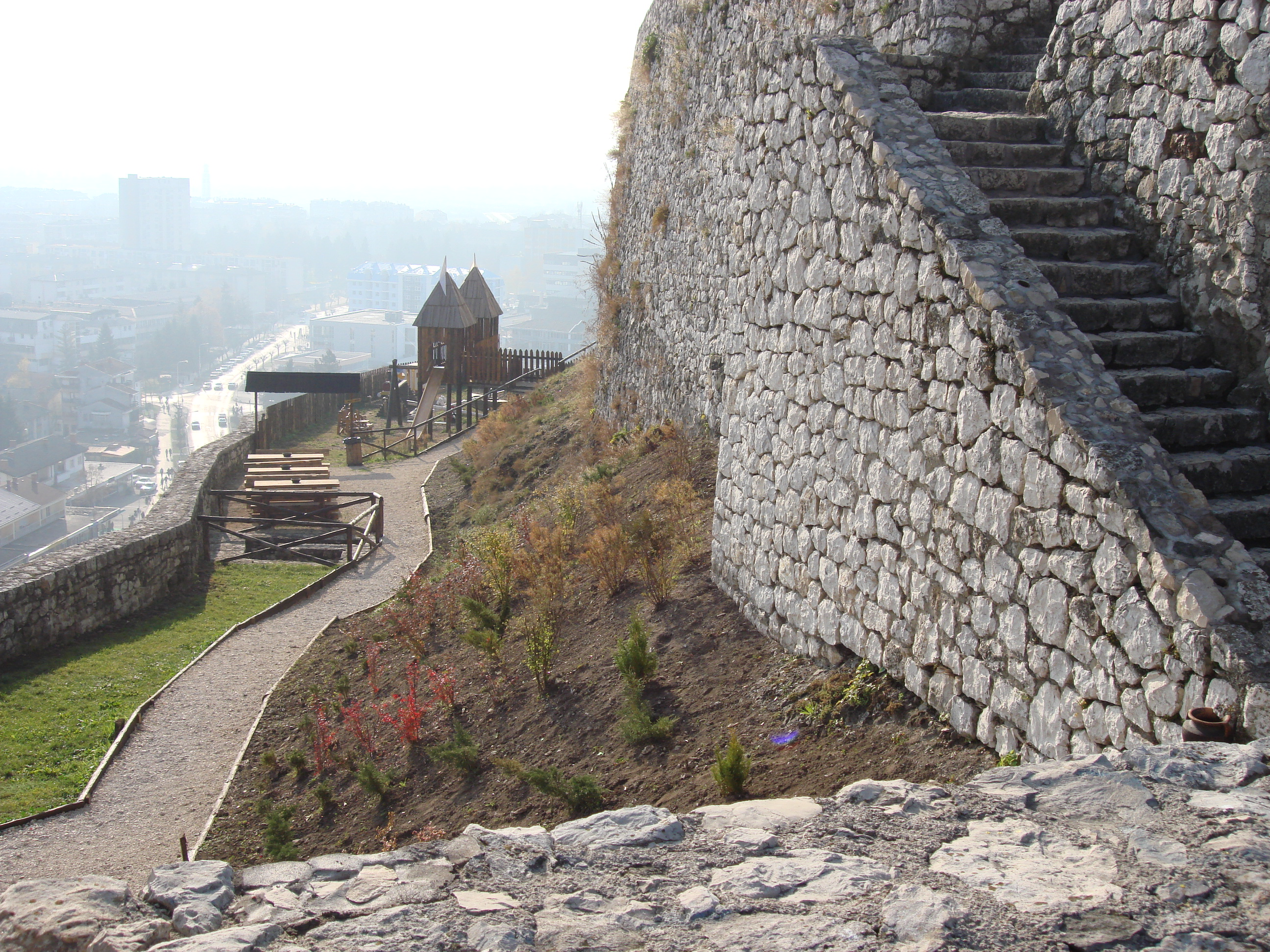
Vedere spre Doboj dinspre cetate

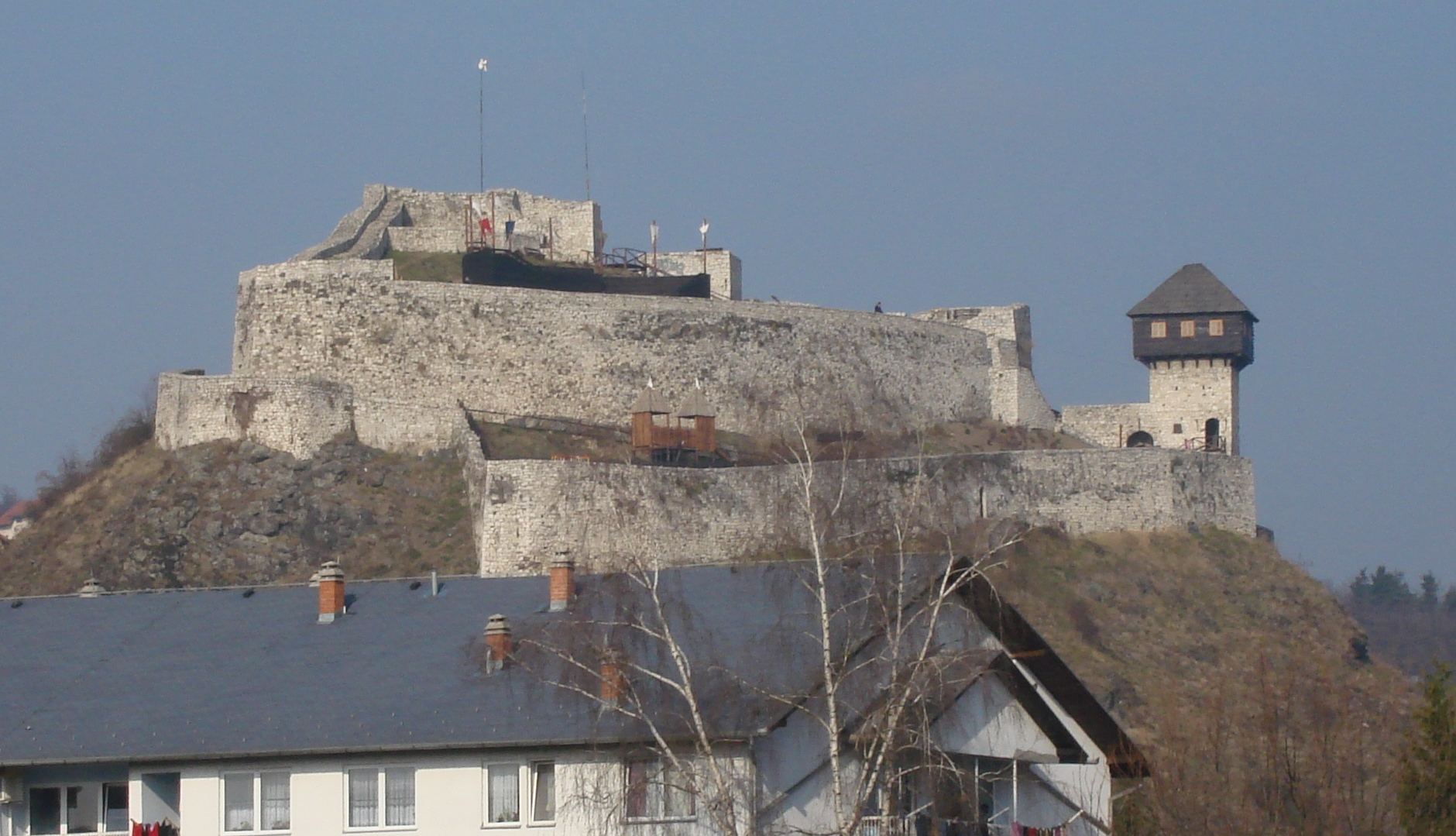
Cetatea Doboj din secolul al XIV-lea, reconstruită în 2006, cu o parte din lemn adăugată în timpul reconstrucției

Prima mențiune oficială a orașului însuși este din 1415, așa cum a fost menționat în cartea emisă de Dubrovnik (Republica Ragusa) Sfântului împărat roman Sigismund de Luxemburg, cu toate că există numeroase artefacte și obiecte care au fost găsite (aflate în prezent la Muzeul Național al Bosniei și Herțegovinei din Sarajevo și Muzeul Regional din Doboj) și care confirmă faptul că zona a fost locuită încă de la începutul epocii de piatră și că Imperiul Roman avea o tabără de armată (Castrum) și o așezare (Canabea) în vecinătatea orașului, încă din secolul I d.Hr. După sosirea slavilor în secolul al VI-lea, a devenit o parte a regiunii/banatului Usora (în documentele medievale a fost pus uneori împreună cu provincia Soli din apropiere, așadar, Usora și Soli).
Cetatea Doboj, o fortăreață regală a Dinastiei Kotromanić, a fost construită mai întâi la începutul secolului al XIII-lea și apoi extinsă la începutul secolului al XV-lea (în 1415). A fost extinsă din nou în timpul Imperiului Otoman în 1490. Temelia din piatră mai nouă a cetății a fost construită pe straturile anterioare ale fundației mai veche (datând din secolele al IX-lea sau al X-lea) din lemn, nămol și lut (cetate tip motte). A fost un obstacol foarte important în calea invadatorilor veniți dinspre nord, maghiarii și, ulterior, austriecii și germanii. A fost construit în stil gotic - roman, cu turnuri gotice și ferestre romanice. În zonă au avut loc numeroase bătălii în perioada medievală, iar cetatea a căzut adesea pe rând, când în mâinile armatelor bosniace când în mâinile armatelor ungare. Dobojul a fost locul unei bătălii deosebit de importante între maghiari și o coaliție bosniacă-turcă la începutul lunii august 1415, în care maghiarii au fost înfrânți cu pierderi mari pe câmpul unde se află orașul modern Doboj de astăzi (în special în jurul zonelor Makljenovac și Usora). Fiind o fortăreață importantă de frontieră între Regatul Bosniei și Ungaria, a fost frecvent atacată, oficial de 18 ori în războaiele austro-otomane și, în cele din urmă, a căzut în mâinile Habsburgilor în 1878.

### Primul Război Mondial și Al Doilea Război Mondial
În timpul Primului Război Mondial, Doboj a fost locul celui mai mare lagăr de concentrare austro-ungar. Conform cifrelor sale oficiale, aici au fost închiși, între 27 decembrie 1915 și 5 iulie 1917: 16.673 de bărbați din Bosnia și Herțegovina, 16.996 de femei și copii din Bosnia și Herțegovina (majoritatea de etnie sârbă), 9.172 de soldați și civili (bărbați, femei, copii) din Regatul Serbiei și 2.950 de soldați și civili din Regatul Muntenegrului.

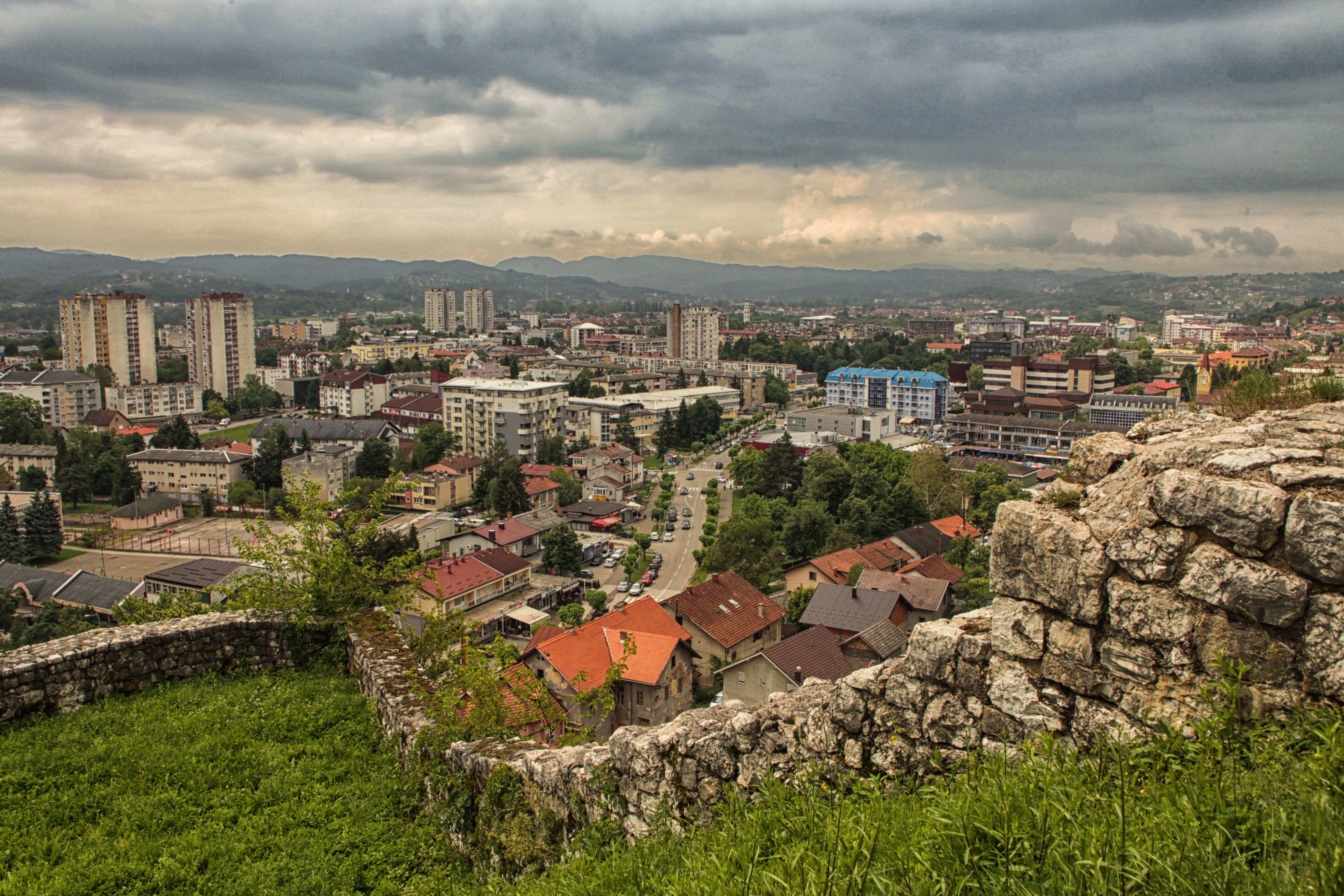

În total, în lagărul de concentrare au fost 45.791 de persoane. Aproape 12.000 de oameni au murit în această tabără, în mare parte din cauza malnutriției și a condițiilor sanitare precare.
Până în februarie 1916, autoritățile au început să trimită prizonierii în alte lagăre. Sârbii din Bosnia au fost trimiși în mare parte la Győr (Sopronyek, Šopronjek / Шопроњек).
Majoritatea celor închiși din Bosnia erau familii întregi din regiunile de frontieră din estul Bosniei și Herțegovinei. Se spune că doar 5.000 de familii au fost dezrădăcinate din districtul Sarajevo, în estul Bosniei, de-a lungul graniței cu Regatele Serbiei și Muntenegrului.
Din 1929 până în 1941, Doboj a făcut parte din Banovina Vrbas din Regatul Iugoslaviei.
În timpul celui de-Al Doilea Război Mondial, Doboj a fost un loc important pentru mișcarea de rezistență a partizanilor iugoslavi. De la răscoala inițială din august 1941 până la sfârșitul războiului, partizanii din munții Ozren au efectuat numeroase diversiuni împotriva forțelor de ocupație, printre primele operațiuni de succes din Bosnia și Herțegovina. Orașul a fost o fortăreață importantă pentru garnizoanele Ustașa și Domobran staționate permanent aici, cu unități germane mai mici care serveau ca legătură și pentru apărarea unor drumuri și căi ferate importante. Divizia 13 de munte "Handschar" a Waffen SS a fost parțial mobilizată din populația locală și a participat la bătălii în jurul Dobojului în vara și toamna anului 1944.
În acest timp, regimul fascist Ustaša, un stat marionetă al Germaniei naziste, a ucis mulți civili pro-partizani, inclusiv bosniaci, sârbi, evrei și rromi în lagărele de concentrare și de muncă. Membrii rezistenței croate și adversarii politici au fost, de asemenea, trimiși în lagărele de concentrare și condamnați la moarte. Conform înregistrărilor publice, 291 de civili din Doboj, de diverse etnii, au pierit în lagărul de concentrare Jasenovac. În 2010, rămășițele a 23 de persoane ucise de partizanii iugoslavi au fost găsite în două gropi de lângă așezarea Doboj din Majevac. Organizația neguvernamentală care a descoperit rămășițele susține că gropile din apropiere conțin resturile altor câteva sute persoane, de asemenea, ucise de partizani.
Orașul a fost eliberat la 17 aprilie 1945.

### RSF Iugoslavia
Orașul a fost inundat la 15 mai 1965.

### Războiul din Bosnia
Doboj a fost un oraș important din punct de vedere strategic în timpul războiului din Bosnia. În mai 1992, controlul asupra orașului Doboj a fost deținut de forțele sârbe bosniace, iar Partidul Democrat Sârb (Srpska demokratska stranka) a preluat guvernarea orașului. Ceea ce a urmat a fost o dezarmare în masă și, ulterior, arestarea în masă a tuturor civililor non-sârbi (respectiv bosniaci și croați).
Doboj a fost puternic bombardat de-a lungul întregului război de forțele locale bosniace și croate. Peste 5.500 de obuze, mortiere și alte proiectile au incendiat orașul, iar 100 de civili au fost uciși și peste 400 de civili au fost răniți în timpul bombardamentului nediscriminat.
O serie de crime de război și de curățări etnice au fost comise de forțele sârbe bosniace. Președinta Republicii Srpska Biljana Plavšić, care a acționat individual sau în tandem cu Radovan Karadžić, Momčilo Krajišnik și alții, a planificat, instigat, ordonat, comis sau a ajutat în alt fel și a respectat planificarea, pregătirea sau executarea distrugerii bosniacilor și a croaților bosniaci. Ea a fost acuzată de crime împotriva umanității care includ, dar nu se limitează la uciderile din Doboj. Rechizitoriul lui Plavšić a fost legat în special de acuzațiile de genocid din Doboj.
Forțele sârbe bosniace au fost implicate în jefuirea și distrugerea sistematică a proprietăților bosniace și croate în timpul războiului din Bosnia. Un număr de femei au fost violate și civili au fost torturați sau uciși. Toate moscheile din oraș au fost distruse. O serie de execuții în masă au avut loc în închisoarea Spreča Centra, pe malurile râului Bosna și în baraca militară „4 iulie” din satul Miljkovac, toate în 1992. Mulți dintre non-sârbi au fost reținuți în diverse locuri din oraș, supuși unor condiții inumane, inclusiv bătăi, tortură și muncă forțată. Școala din Grapska și fabrica folosită de compania Bosanka care producea gemuri și sucuri în Doboj a fost folosită ca tabără pentru comiterea unor violuri. Patru tipuri diferite de soldați au fost prezenți în lagărele unde au fost comise violuri, inclusiv miliția sârbă locală, armata populară iugoslavă (JNA), forțele de poliție cu sediul în orașul ocupat de sârbi Knin și membri ai grupării paramilitare Beli orlovi (Vulturii albi). Bărbatul care a supravegheat detenția femeilor în școalad in Grapska a fost Nikola Jorgić, fost ofițer de poliție din Doboj, care a fost condamnat pentru genocid în Germania, dar a murit în timpul executării pedepsei sale pe viață.
După Acordul de la Dayton și după pacea din Bosnia și Herțegovina, orașul a servit ca sediu principal / bază al unităților IFOR (ulterior SFOR).
În instanțele din Bosnia și Herțegovina au loc în prezent mai multe procese pentru alte crime de război din Doboj.

### Inundațiile din 2014
În mai 2014, Dobojul a fost orașul din Bosnia și Herțegovina care a avut cele mai multe pagube și victime în timpul și în urma precipitațiilor istorice care au provocat inundații masive și alunecări de teren, luând viața a cel puțin 20 de persoane doar în Doboj.
De-a lungul celor două săptămâni de la începutul dezastrelor naturale, cadavrele victimelor erau încă găsite pe străzi, în case și automobile. La 26 mai 2014, a fost anunțat că inundațiile și alunecările de teren au dezvelit morminte în masă cu resturile scheletice ale bosniacilor victime ale războiului bosniac din anii 1990. Mormintele în masă sunt situate în comuna Usora, iar numărul exact al victimelor este încă necunoscut.

## Date demografice

### Populație
| Populația localităților din comuna Doboj | Populația localităților din comuna Doboj | Populația localităților din comuna Doboj | Populația localităților din comuna Doboj | Populația localităților din comuna Doboj | Populația localităților din comuna Doboj | Populația localităților din comuna Doboj | Populația localităților din comuna Doboj | Populația localităților din comuna Doboj |
| ---------------------------------------- | ---------------------------------------- | ---------------------------------------- | ---------------------------------------- | ---------------------------------------- | ---------------------------------------- | ---------------------------------------- | ---------------------------------------- | ---------------------------------------- |
|                                          | Localitate                               | 1948                                     | 1953                                     | 1961                                     | 1971                                     | 1981                                     | 1991                                     | 2013                                     |
|                                          | Total                                    | 33.504                                   | 56.442                                   | 74.956                                   | 88.985                                   | 99.548                                   | 95.213                                   | 71.441                                   |
| 1                                        | Boljanić                                 |                                          |                                          |                                          |                                          |                                          | 2.327                                    | 1.714                                    |
| 2                                        | Božinci Donji                            |                                          |                                          |                                          |                                          |                                          | 587                                      | 329                                      |
| 3                                        | Brestovo                                 |                                          |                                          |                                          |                                          |                                          | 1.254                                    | 644                                      |
| 4                                        | Bukovica Mala                            |                                          |                                          |                                          |                                          |                                          | 816                                      | 752                                      |
| 5                                        | Bukovica Velika                          |                                          |                                          |                                          |                                          |                                          | 1.481                                    | 2.669                                    |
| 6                                        | Bušletić                                 |                                          |                                          |                                          |                                          |                                          | 787                                      | 556                                      |
| 7                                        | Čajre                                    |                                          |                                          |                                          |                                          |                                          | 456                                      | 289                                      |
| 8                                        | Cerovica                                 |                                          |                                          |                                          |                                          |                                          | 1.701                                    | 1.030                                    |
| 9                                        | Čivčije Bukovičke                        |                                          |                                          |                                          |                                          |                                          | 1.017                                    | 658                                      |
| 10                                       | Čivčije Osječanske                       |                                          |                                          |                                          |                                          |                                          | 538                                      | 294                                      |
| 11                                       | Cvrtkovci                                |                                          |                                          |                                          |                                          |                                          | 897                                      | 581                                      |
| 12                                       | Doboj                                    |                                          |                                          | 13.415                                   | 18.264                                   | 23.558                                   | 27.498                                   | 26.987                                   |
| 13                                       | Donja Paklenica                          |                                          |                                          |                                          |                                          |                                          | 764                                      | 483                                      |
| 14                                       | Dragalovci                               |                                          |                                          |                                          |                                          |                                          | 1.031                                    | 367                                      |
| 15                                       | Glogovica                                |                                          |                                          |                                          |                                          |                                          | 714                                      | 517                                      |
| 16                                       | Gornja Paklenica                         |                                          |                                          |                                          |                                          |                                          | 628                                      | 398                                      |
| 17                                       | Grabovica                                |                                          |                                          |                                          |                                          |                                          | 798                                      | 598                                      |
| 18                                       | Grapska Donja                            |                                          |                                          |                                          |                                          |                                          | 494                                      | 445                                      |
| 19                                       | Grapska Gornja                           |                                          |                                          |                                          |                                          |                                          | 2.297                                    | 1.334                                    |
| 20                                       | Jelanjska                                |                                          |                                          |                                          |                                          |                                          | 701                                      | 435                                      |
| 21                                       | Kladari                                  |                                          |                                          |                                          |                                          |                                          | 673                                      | 520                                      |
| 22                                       | Kostajnica                               |                                          |                                          |                                          |                                          |                                          | 1.342                                    | 1.596                                    |
| 23                                       | Kotorsko                                 |                                          |                                          |                                          |                                          |                                          | 3.295                                    | 1.790                                    |
| 24                                       | Kožuhe                                   |                                          |                                          |                                          |                                          |                                          | 1.471                                    | 999                                      |
| 25                                       | Lipac                                    |                                          |                                          |                                          |                                          |                                          | 1.018                                    | 1.246                                    |
| 26                                       | Ljeb                                     |                                          |                                          |                                          |                                          |                                          | 446                                      | 325                                      |
| 27                                       | Ljeskove Vode                            |                                          |                                          |                                          |                                          |                                          | 821                                      | 613                                      |
| 28                                       | Majevac                                  |                                          |                                          |                                          |                                          |                                          | 456                                      | 329                                      |
| 29                                       | Makljenovac                              |                                          |                                          |                                          |                                          |                                          | 2.164                                    | 1.165                                    |
| 30                                       | Miljkovac                                |                                          |                                          |                                          |                                          |                                          | 1.430                                    | 838                                      |
| 31                                       | Mitrovići                                |                                          |                                          |                                          |                                          |                                          | 441                                      | 233                                      |
| 32                                       | Opsine                                   |                                          |                                          |                                          |                                          |                                          | 351                                      | 230                                      |
| 33                                       | Osječani Donji                           |                                          |                                          |                                          |                                          |                                          | 821                                      | 687                                      |
| 34                                       | Osječani Gornji                          |                                          |                                          |                                          |                                          |                                          | 1.259                                    | 1.084                                    |
| 35                                       | Osojnica                                 |                                          |                                          |                                          |                                          |                                          | 676                                      | 369                                      |
| 36                                       | Osredak                                  |                                          |                                          |                                          |                                          |                                          | 605                                      | 282                                      |
| 37                                       | Ostružnja Donja                          |                                          |                                          |                                          |                                          |                                          | 1.130                                    | 838                                      |
| 38                                       | Ostružnja Gornja                         |                                          |                                          |                                          |                                          |                                          | 495                                      | 380                                      |
| 39                                       | Paležnica Gornja                         |                                          |                                          |                                          |                                          |                                          | 342                                      | 328                                      |
| 40                                       | Pločnik                                  |                                          |                                          |                                          |                                          |                                          | 304                                      | 261                                      |
| 41                                       | Podnovlje                                |                                          |                                          |                                          |                                          |                                          | 1.239                                    | 1.156                                    |
| 42                                       | Potočani                                 |                                          |                                          |                                          |                                          |                                          | 897                                      | 605                                      |
| 43                                       | Pridjel Donji                            |                                          |                                          |                                          |                                          |                                          | 987                                      | 841                                      |
| 44                                       | Pridjel Gornji                           |                                          |                                          |                                          |                                          |                                          | 1.247                                    | 777                                      |
| 45                                       | Prnjavor Mali                            |                                          |                                          |                                          |                                          |                                          | 793                                      | 568                                      |
| 46                                       | Radnja Donja                             |                                          |                                          |                                          |                                          |                                          | 572                                      | 368                                      |
| 47                                       | Raškovci                                 |                                          |                                          |                                          |                                          |                                          | 666                                      | 460                                      |
| 48                                       | Ritešić                                  |                                          |                                          |                                          |                                          |                                          | 584                                      | 327                                      |
| 49                                       | Rječica Donja                            |                                          |                                          |                                          |                                          |                                          | 302                                      | 215                                      |
| 50                                       | Rječica Gornja                           |                                          |                                          |                                          |                                          |                                          | 483                                      | 314                                      |
| 51                                       | Ševarlije                                |                                          |                                          |                                          |                                          |                                          | 1.792                                    | 1.271                                    |
| 52                                       | Sjenina                                  |                                          |                                          |                                          |                                          |                                          | 1.950                                    | 1.028                                    |
| 53                                       | Sjenina Rijeka                           |                                          |                                          |                                          |                                          |                                          | 679                                      | 402                                      |
| 54                                       | Stanari                                  |                                          |                                          |                                          |                                          |                                          | 1.299                                    | 1.015                                    |
| 55                                       | Stanić Rijeka                            |                                          |                                          |                                          |                                          |                                          |                                          | 1.002                                    |
| 56                                       | Stanovi                                  |                                          |                                          |                                          |                                          |                                          | 1.073                                    | 760                                      |
| 57                                       | Striježevica                             |                                          |                                          |                                          |                                          |                                          | 597                                      | 433                                      |
| 58                                       | Suho Polje                               |                                          |                                          |                                          |                                          |                                          | 924                                      | 576                                      |
| 59                                       | Svjetliča                                |                                          |                                          |                                          |                                          |                                          | 906                                      | 614                                      |
| 60                                       | Tekućica                                 |                                          |                                          |                                          |                                          |                                          | 736                                      | 630                                      |
| 61                                       | Trnjani                                  |                                          |                                          |                                          |                                          |                                          | 887                                      | 609                                      |
| 62                                       | Zarječa                                  |                                          |                                          |                                          |                                          |                                          | 350                                      | 293                                      |
| 63                                       | Zelinja Gornja                           |                                          |                                          |                                          |                                          |                                          |                                          | 274                                      |

### Compoziție etnică
Populația din Doboj, după etnie, conform recensămintelor din 1971, 1981, 1991 și 2013 este următoarea:
|              | 2013            | 1991            | 1981            | 1971            |
| Total        | 26.987 (100,0%) | 27.498 (100,0%) | 23.558 (100,0%) | 18.264 (100,0%) |
| Bosniaci     |                 | 11.154 (40,56%) | 8.822 (37,45%)  | 8.976 (49,15%)  |
| Sârbi        |                 | 8.011 (29,13%)  | 6.091 (25,86%)  | 5.044 (27,62%)  |
| Iugoslavi    |                 | 4.365 (15,87%)  | 5.211 (22,12%)  | 919 (5,032%)    |
| Croați       |                 | 2.714 (9,870%)  | 2.852 (12,11%)  | 2.889 (15,82%)  |
| Alții        |                 | 1.254 (4,560%)  | 234 (0,993%)    | 169 (0,925%)    |
| Muntenegreni |                 |                 | 171 (0,726%)    | 175 (0,958%)    |
| Romi         |                 |                 | 76 (0,323%)     | 1 (0,005%)      |
| Albanezi     |                 |                 | 54 (0,229%)     | 35 (0,192%)     |
| Macedoneni   |                 |                 | 20 (0,085%)     | 15 (0,082%)     |
| Sloveni      |                 |                 | 16 (0,068%)     | 25 (0,137%)     |
| Maghiari     |                 |                 | 11 (0,047%)     | 16 (0,088%)     |

|              | 2013            | 1991            | 1981            | 1971            |
| Total        | 71.441 (100,0%) | 95.213 (100,0%) | 99.548 (100,0%) | 88.985 (100,0%) |
| Sârbi        | 52.628 (73,67%) | 39.820 (38,83%) | 39.224 (39,40%) | 39.884 (44,82%) |
| Bosniaci     | 15.322 (21,45%) | 41.164 (40,14%) | 35.742 (35,90%) | 32.418 (36,43%) |
| Croați       | 1.845 (2,583%)  | 13.264 (12,93%) | 14.522 (14,59%) | 14.754 (16,58%) |
| Alții        | 1.646 (2,304%)  | 2.536 (2,473%)  | 1.043 (1,048%)  | 453 (0,509%)    |
| Iugoslavi    |                 | 5.765 (5,622%)  | 8.549 (8,588%)  | 1.124 (1,263%)  |
| Muntenegreni |                 |                 | 225 (0,226%)    | 214 (0,240%)    |
| Albanezi     |                 |                 | 95 (0,095%)     | 60 (0,067%)     |
| Romi         |                 |                 | 76 (0,076%)     | 1 (0,001%)      |
| Macedoneni   |                 |                 | 32 (0,032%)     | 28 (0,031%)     |
| Sloveni      |                 |                 | 26 (0,026%)     | 30 (0,034%)     |
| Maghiari     |                 |                 | 14 (0,014%)     | 19 (0,021%)     |

### Zona urbană după localități
Conform recensământului din 1991.
- Bare: 732 (62%) sârbi, 153 (13%) iugoslavi, 135 (11%) croați, 112 (9%) bosniaci, 53 (4%) alții, 1.185 în total
- Centar: 3.720 (35%) sârbi, 3.365 (31%) bosniaci, 1.982 (18%) iugoslavi, 1.236 (12%) croați, 432 (4%) alții, 10.735 în total
- Čaršija: 3.561 (72%) bosniaci, 594 (12%) iugoslavi, 303 (6%) sârbi, 195 (4%) croați, 273 (6%) alții, 4.926 în total
- Doboj Novi: 358 (48%) bosniaci, 237 (32%) sârbi, 39 (5%) iugoslavi, 7 (1%) croați, 108 (14%) alții, 749 în total
- Donji Grad: 1.879 (37%) sârbi, 1.547 (31%) bosniaci, 844 (17%) iugoslavi, 569 (11%) croați, 196 (4%) alții, 5.035 în total
- Orașje: 1.411 (66%) bosniaci, 293 (14%) sârbi, 231 (11%) iugoslavi, 111 (5%) croați, 90 (4%) alții, 2.136 în total
- Usora: 924 (33%) sârbi, 779 (28%) bosniaci, 502 (18%) croați, 491 (17%) iugoslavi, 117 (4%) alții, 2.813 în total

## Economie
Ca nod feroviar, înainte de războiul din Bosnia, Doboj a concentrat o mare parte din activitățile industriale în jurul său. Mai mult, ca centru regional, a găzduit mai multe fabrici, acum în cea mai mare parte falimentate de administrarea defectuoasă sau prin privatizate, inclusiv „Bosanka Doboj”, o fabrică de fructe și legume; „Trudbenik”, producător de compresoare și alte echipamente etc. În zilele noastre, cea mai mare parte a economiei, similară cu restul țării și tipică pentru tranziția slab executată de la controlul de stat la economia de piață, se bazează mai ales pe servicii industriale. Șomajul este ridicat ceea ce face ca barurile și cafenelele să fie foarte aglomerate ziua și noaptea (se consideră de obicei că Doboj este unul dintre primele trei orașe cu cel mai mare număr de cafenele / pub-uri din Bosnia și Herțegovina).
În 1981, PIB-ul orașului Doboj pe cap de locuitor era doar 53% din media iugoslavă.
În ceea ce privește partea pozitivă, o investiție de aproximativ 800 de milioane de dolari, va duce pentru început la construirea unei centrale electrice. În plus, investițiile de 1 miliard de dolari în rafinăria de petrol Modriča din nord vor duce probabil la creșterea traficului feroviar.
Previzualizare economică

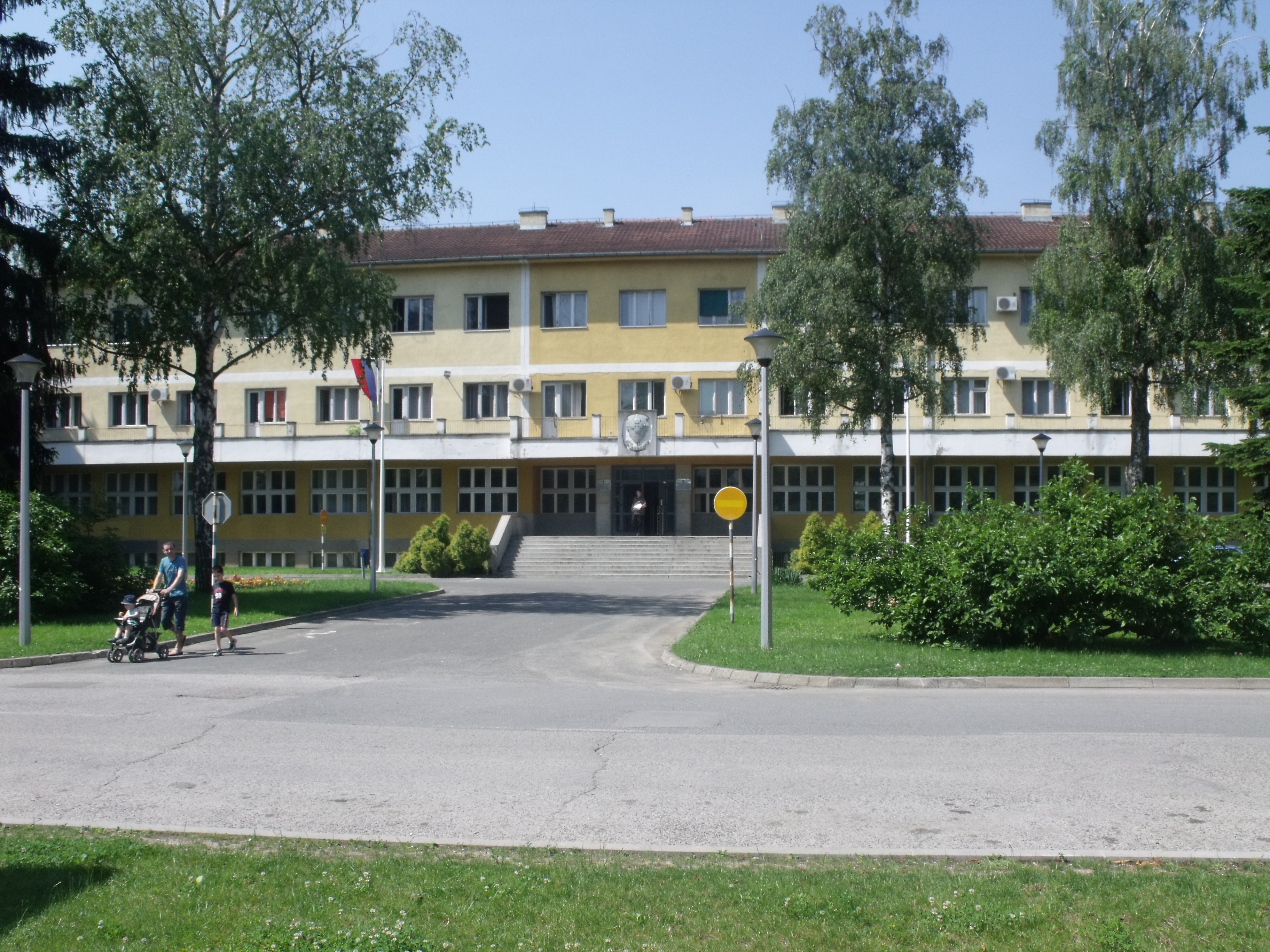
Consiliul Comunal Doboj

Următorul tabel oferă o previzualizare a numărului total de persoane înregistrate angajate de persoane juridice după activitatea lor principală (date din 2018): 
| Activitate                                                                     | Total  |
| ------------------------------------------------------------------------------ | ------ |
| Agricultură, silvicultură și pescuit                                           | 166    |
| Minerit si cariere                                                             | 108    |
| Producție                                                                      | 1.061  |
| Alimentare cu energie electrică, gaz, abur și aer condiționat                  | 340    |
| Rezerva de apa; activități de canalizare, gestionare și remediere a deșeurilor | 223    |
| Construcții                                                                    | 733    |
| Comerț cu ridicata și cu amănuntul, reparații de autovehicule și motociclete   | 2.446  |
| Transport și depozitare                                                        | 1.600  |
| Cazare și servicii alimentare                                                  | 605    |
| Informatie si comunicare                                                       | 230    |
| Activități financiare și de asigurare                                          | 248    |
| Activități imobiliare                                                          | 1      |
| Activități profesionale, științifice și tehnice                                | 261    |
| Activități de servicii administrative și de asistență                          | 321    |
| Administrație publică și apărare; securitate socială obligatorie               | 1.226  |
| Educație                                                                       | 1.208  |
| Sănătate umană și activități de muncă socială                                  | 1.315  |
| Arte, divertisment și recreere                                                 | 50     |
| Alte activități de servicii                                                    | 338    |
| Total                                                                          | 12.480 |

## Transport
Orașul este nodul feroviar principal al regiunii, mergând spre sud la Ploče spre Marea Adriatică, la vest spre Banja Luka și Zagreb, la nord până în Vinkovci, Croația, iar la est spre Tuzla, Bijeljina și Zvornik. Se presupune că traseul viitoarei autostrăzi E-75 va trece prin zona Doboj, iar o autostradă separată către vestul capitalei Banja Luka a fost finalizată și a fost deschisă în 2018.

## Societate

### Educație
Doboj găzduiește filiala privată a Universității Slobomir P, cu mai multe colegii precum Facultatea de tehnologie a informației; Facultatea de economie și management; Facultatea de filologie; Facultatea de Drept; Academia Fiscală și Academia de Arte. Doboj are și o Școală Tehnică de Inginerie Mecanică și Electrică, precum și mai multe licee specializate.
Doboj găzduiește, de asemenea, Facultatea de Transporturi și de ingineria traficului, o filială a Universității Istočnom Sarajevu, cu mai multe departamente: Transport rutier și urban; Transport feroviar; Transport poștal; Telecomunicații și logistică. Din anul universitar 2015/2016, au fost deschise noi departamente: Transport aerian; Drumuri; Informatica în transporturi și Autovehicule.

### Sport

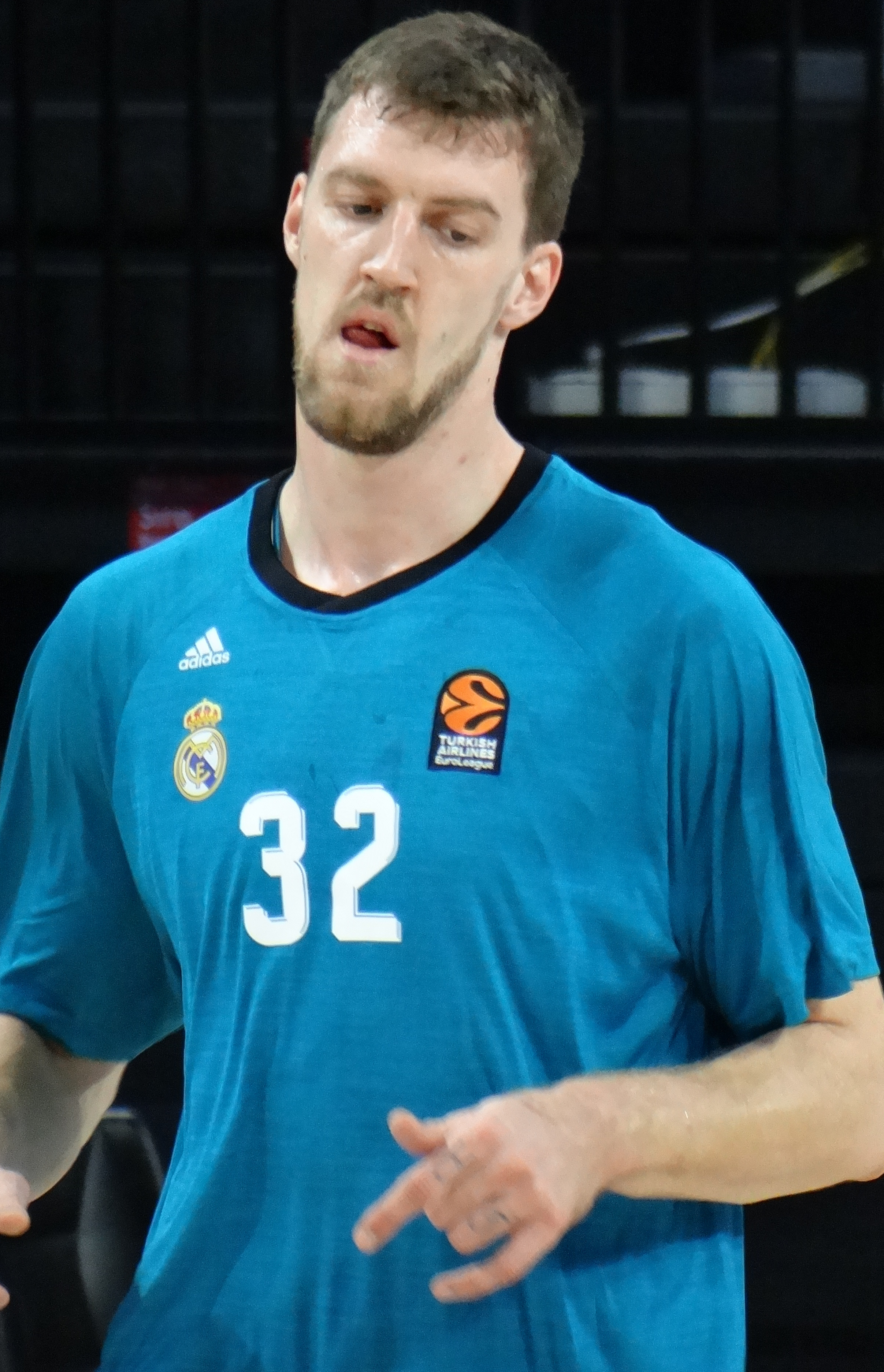
Ognjen Kuzmić, jucător de baschet, campion NBA din 2015 și medaliat cu argint la EuroBasket 2017

Clubul local de fotbal, FC Sloga Doboj, joacă în Liga I a Republicii Srpska. Activitatea sportivă preferată a orașului este însă handbalul. Clubul local de handbal este RK Sloga Doboj. Sloga Doboj se situează printre cele mai importante echipe ale țării și se califică constant în competiții internaționale. Foarte important, Dobojul găzduiește în mod tradițional „Turneul anual al echipelor campioane la handbal” în ultimele zile ale lunii august. În anul 2019 a avut loc cel de-al 51-lea turneu. Prestigiul acestui turneu listat de Federația Europeană de Handbal a fost suficient de puternic pentru a atrage cele mai importante nume din handbalul european în ultimele cinci decenii, cum ar fi: Barcelona Handbol, Grasshopper Club Zürich, Gummersbach, Ademar León, CSKA, Steaua București , Dinamo București, Atlético Madrid, Steaua Roșie, Metaloplastika, Partizan, Pelister, Nordhorn, Pick Szeged, Veszprém, Göppingen, Montpellier, d'Ivry și Chekhovski Medvedi.

### Viața de noapte și turismul
Orașul Doboj este foarte colorat și plin de contraste până la extreme, cu o varietate de cafenele urbane și baruri amestecate printre pub-uri și restaurante mai vechi, tradiționale. Zanatski Centar este districtul de divertisment central situat în Naselje Stadion (Stadium Village) din centrul Dobojului. În această oază urbană relativ mică, există numeroase cafenele, cluburi, restaurante, saloane cu arcade și centre de pariuri sportive. Mâncarea mixtă mediteraneană și continentală europeană, concerte de metal, hard rock-ul, turbo-folk și diverse vedete în creștere sunt oarecum comune. Mâncăruri orientale, ćevapčići, multe soiuri de bere și diverse lichioruri sunt disponibile în această zonă.
Celebrul bar/club „The Hole” recent renovat de Parcul Orașului Doboj este situat într-un loc subteran elegant (un fost teatru de amatori din oraș), cu vedere la parc și în vecinătate. Cel mai mare club din Doboj este „Džungla” (cu sensul de „Jungla”). Deschis doar pentru concerte, este situat lângă râul Bosna. Cea mai vizitată zonă a orașului este castelul proaspăt renovat al orașului medieval, Cetatea Doboj construită la începutul secolului al XIII-lea. Acesta găzduiește acum restaurante, magazine și expoziții medievale de armament bine conservat, cu locuri de joacă pentru copii, deschise în timpul zilei.

## Simbol
Cele patru pătrate albastre din stema orașului reprezintă cei patru munți care marchează granițele exterioare ale văii Doboj în care se află Orașul Doboj: Ozren, Trebava, Vučjak și Krnjin. Fleur de lis (galben din centru) reprezintă originile medievale ale orașului în fortăreața regală Gradina construită de regi din dinastia medievală bosniacă Kotromanić.

## Locuri notabile
- Cetatea Doboj de la începutul secolului al XIII-lea, aflată deasupra nivelului orașului.
- O tabără militară romană (Castrum) din secolul I d.Hr. (chiar deasupra confluenței râurilor Usora și Bosna)
- Goransko Jezero, lac și parc de agrement în vecinătatea orașului.

## Personalități
- Aleksandar Đurić, fotbalist în Singapore
- Bojan Šarčević, jucător de baschet
- Borislav Paravac, om politic
- Danijel Pranjić, fotbalist croat
- Danijel Šarić, jucător de handbal sârb bosniac și în Qatar
- Dina Bajraktarević, cântăreață
- Dino Djulbic, fotbalist australian
- Dragan Mikerević, politician
- Fahrudin Omerović, fotbalist
- Igor Vukojević, cântăreț
- Indira Radić, cântăreață
- Izet Sarajlić, istoric
- Jasmin Džeko, fotbalist
- Krešimir Zubak, politician
- Mirsada Bajraktarević, cântăreață
- Nenad Marković, jucător de baschet
- Ognjen Kuzmić, jucător de baschet sârb, campion NBA și medaliat de argint la EuroBasket
- Pero Bukejlović, politician
- Sejad Halilović, fost fotbalist
- Silvana Armenulić, cântăreață
- Spomenko Gostić, soldat
- Vladimir Tica, jucător de baschet sârb
- Vlastimir Jovanović, fotbalist
- Zoran Kvržić, fotbalist
- Aidin Mahmutović, fotbalist

## Vezi și
- Ćuprija